# Maltitol
Maltitol là một loại polyol, được sử dụng như một chất thay thế cho đường. Độ ngọt của nó bằng 90% độ ngọt của sucrose (đường cát) và cũng các tính chất cũng tương tự, chỉ trừ màu nâu.
Maltitol được dùng đề thay thế đường cát vì nó chứa ít calories hơn, không gây sâu răng và ít gây ảnh hưởng lên lượng glucose máu. Đáng tiếc maltitol nổi tiếng là chất gây đau dạ dày, đặc biệt nếu dùng với lượng lớn.
Về mặt hóa học, maltitol có công thức 4-O-α-glucopyranosyl-D-sorbitol. Trên thị trường, Maltitol còn có tên khác l2 Maltisorb và Maltisweet.

## Sản xuất và sử dụng
Maltitol là một đường đôi sản xuất bởi các công ty Corn Products Specialty (trước đây là SPI Polyols), Cargill, Roquette, Towa, và một số các công ty khác. 
Maltitol được tạo thành từ sự hydro hoá maltose lấy từ tinh bột. Độ ngọt cao giúp nó được sử dụng mà không cần trộn lẫn với các chất làm ngọt khác. Maltitol có tác dụng làm mát không đáng kể nếu đem so sánh với các loại đường rượu khác và có hiệu quả làm mát tương tự như sucrose. Nó được dùng nhiều đặc biệt trong sảnh xuất các loại bánh kẹo: kẹo cứng không đường, chewing-gum, socola, các món nướng và kem lạnh.

## Chuyển hoá
Maltitol không chuyển sang màu nâu và biến thành caramen sau khi hoá lỏng do phơi dưới nhiệt độ cao. Nó không bị chuyển hóa bởi vi khuẩn trong miệng, bởi vậy không gây sâu răng. Được hấp thu hơi chậm hơn so với sucrose nên thích hợp với người bệnh đái tháo đường hơn sucrose. Mang năng lượng 2100cal/g (8,8kJ/g) (sucrose là 4000 cal/g).
Cũng bởi sự hấp thụ chậm này nên nếu dùng maltitol với lượng thừa sẽ gây nên tác dụng nhuận tràng và đôi khi gây đầy hơi và sình bụng. Nhà sản xuất thường dễ sử dụng maltitol với lượng lớn vì nó rất giống đường, kết cục là người tiêu dùng thường phải dùng nhiều đường rượu hơn khả năng cơ thể. Điều này đồng nghĩa với việc maltitol đặc biệt có liên quan đến các vấn đề về dạ dày.
Ở các nước như Úc và New Zealand, sản phẩm maltitol được dán những cảnh báo như "Có thể gây tác dụng nhuận tràng nếu dùng dư". Ở Mỹ, nó là một chất đã nhận định là an toàn (GRAS), với cảnh bào đề nghị về khả năng nhuận tràng của nó khí dùng hơn 100 g mỗi ngày.